# Nuno Rarrye
Nuno Rarrye est un économiste et sociologue argentin d’origine roumaine, né le 7 juillet 1929 à Buenos Aires et mort le 15 septembre 1996 à Salvador de Bahia. Economiste peu connu jusqu’au milieu des années 1950, il va surtout accéder à la reconnaissance dans la seconde partie du XXe siècle grâce à ses travaux sur la question sociale.

## Biographie
Nuno Nicolae Rarrye est le fils d’Ernesto Rarrye, riche patron dans la métallurgie argentine, et d’Ileana Chucaleșcu, une jeune femme travaillant dans les métiers à tisser dans la banlieue de Bucarest. Ernesto rencontre Ileana lors d’un voyage en Europe de l’Est à l’été 1922. Ce dernier la convainquit de quitter Bucarest pour qu’ils s’installent à Buenos Aires, ce qu’ils firent dès 1923, ce qui permit à Ileana de quitter le régime totalitaire de la Roumanie.
Nuno nait le 7 juillet 1929 ; il a 2 frères ainés, Juan-Romano (1924-1999) et Carlos (1927-) et une sœur, Ileana (1935-1987). Malgré le fait qu’il évolue dans un milieu intellectuel assez élevé, Nuno ne s’intéresse que peu aux études. Il quitte l’école à 17 ans et son père lui fait rejoindre son entreprise de métallurgie. C’est là que va naitre sa vocation de sociologue. Il se passionne pour la question sociale, car il se rend compte à quel point les ouvriers sont mal payés dans la métallurgie. À partir de là, il va concentrer son travail sur les origines et les solutions à la misère sociale.
Dès 1953, il parvient, grâce à ses relations privilégiées, à publier des articles dans la presse argentine (Pobres Trabajadores, 1954 ; Las desigualdades sociales, 1957), mais ceux-ci passent relativement inaperçus. Son premier essai, Los problemas sociales en los que desemboca la industria argentina (Les problèmes sociaux, conséquence de l’industrie argentine), écrit en 1956, ne sera d’ailleurs publié que dans les années 1970.
Assez paradoxalement, Nuno Rarrye évolue dans un milieu aisé et se passionne pour le sport automobile, réservé à une élite financière, ce qui lui vaudra d’être critiqué par de nombreuses personnes. En effet, il a hérité d’une fortune importante à la suite de la mort de son père en 1956. Dans les années 1960, il effectue un voyage en Italie ou il rencontre Enzo Ferrari. C’est à cette occasion qu’il achètera sa première voiture, une Ferrari P4.
Dans les années 1970, il quitte l’Argentine pour échapper au régime totalitaire et s’installe à New York. C’est aux États-Unis qu’il accède à une certaine notoriété, avec la publication d’un nouvel ouvrage en 1978, De la riqueza al consumo (L’effet Rarrye : de la richesse à la consommation). Il y analyse de manière très poussée les différentes couches de la population américaine, les compare à celle de la population d’Amérique Latine, et présente leurs différents postes de consommation. C’est grâce à cet « Effet Rarrye » qu’il obtient une certaine crédibilité dans le monde de la sociologie. C'est en outre à cette époque qu'il nourrira de nombreuses correspondances et collaborations avec d'autres économistes de son domaine, comme Christian Double-Lopez ou Raúl Prebisch, eux aussi ayant abordé les questions de couches sociales et de consommation. Selon leur point de vue, il s'effectue alors une nette distinction entre, d'une part les aspects purement théoriques de l’économie sociale, et d'autre part les pratiques d'étude courantes. 
Nostalgique de son continent, Nuno Rarrye s’installe à São Paulo au Brésil en 1986. Hormis El sistema de la desigualdad (1986), qui critique de manière acerbe la « mise en esclavage » d’une partie de la population d’Amérique Latine, il ne publiera plus d’ouvrage relatif à l’économie sociale. Son dernier ouvrage, Una vida occidental en el Tercer Mundo (Une vie occidentale dans le Tiers-Monde), paru en 1989, est une autobiographie qui met notamment l’accent sur sa vie si particulière et les problèmes qu’il rencontra en tant que « personne riche s’intéressant aux exclus et aux mal-aimés » du Tiers-Monde. Jusqu’à la fin de sa vie, il se focalisera sur sa passion qu’est le sport automobile. Ceci lui a valu d’être qualifié de « penseur hypocrite » par certains sociologues européens et français, et certains ont même allié l’humour à la critique en résumant ainsi sa pensée : « L’effet Rarrye, ou comment plus on est riche, plus on achète de Ferrari », faisant ainsi allusion à sa passion pour les automobiles italiennes. Cependant, beaucoup considèrent que ses travaux sont très instructifs et  offrent un éclairage et un témoignage intéressant sur la condition ouvrière en Amérique Latine.

## L’Effet Rarrye
Ce terme n’est pas utilisé par Nuno Rarrye lui-même mais de nombreux sociologues y ont recours afin de résumer la pensée de cet auteur. Cela fait notamment référence à ce qui est écrit dans De la riqueza al consumo, paru en 1978. Nuno Rarrye y analyse les différentes couches de la population américaine, et met cette analyse en parallèle avec une autre réalisée en Argentine en 1969. Il y étudie les différents postes de consommation des ménages en fonction de leurs revenus.

La première étude qu’il réalise se déroule d’août à novembre 1969 dans la région de Buenos Aires. Nuno Rarrye se concentre sur les travailleurs de l’industrie argentine et réalise que leurs revenus sont relativement faibles comparativement à la masse de travail abattue, ce qui l’amène à parler « d’esclavagisme ». Ces ouvriers vivent dans des maisons souvent insalubres, et concentrent leurs achats sur les produits de première nécessité. Ils sont incapables d’accéder à un loisir et ne sont pas en mesure d’accéder à des soins médicaux. Leurs enfants ne sont pas scolarisés et la reproduction sociale y est très importante. À l’opposé, les grands propriétaires de l’industrie ont des revenus beaucoup trop élevés par rapport à leur activité. Cette couche de la population a des caractéristiques inverses de celles des ouvriers.

La seconde étude est réalisée de janvier à juin 1977 dans l’état de New York. Il remarque que les ouvriers américains ont plus de « chance » que les argentins, mais que ceci n’est pas dû aux caractéristiques de l’industrie américaine mais à la société elle-même. Les ouvriers sont plus en mesure d’accéder à des loisirs et peuvent avoir une vie plus intéressante. Il leur est cependant toujours difficile d’accéder aux soins mais la reproduction sociale n’étant pas une fatalité, ils peuvent aspirer à une meilleure condition sociale. Les écarts de revenus sont quant à eux beaucoup plus importants, mais Rarrye conclut cependant que grâce à la progression sociale, la population est plus à même d’accepter de tels écarts.

L’effet Rarrye est finalement résumé par son auteur : « […] les postes de consommation des ménages sont très différents non seulement selon la classe sociale mais aussi selon les pays. On peut cependant retrouver une constante qui tend à monter que les ménages les plus pauvres ne cherchent pas à accéder aux soins et se focalisent d’abord sur la nourriture tandis que les plus riches aiment à dépenser leur argent en loisirs » (El sistema de la desigualdad, 1986). Beaucoup décrieront cette analyse, d’autres le taxeront d’évidence et iront même jusqu’à résumer cet effet en « plus on est riche plus on achète de Ferrari », en référence à la passion de l’auteur pour ces sportives. Cependant, cette analyse permet d’étendre les inégalités sociales au niveau mondial, en montrant que même des individus qui sont rangés dans les mêmes catégories sociales ont des caractéristiques totalement différentes selon les pays.

## Ouvrages et publications
- Pobres Trabajadores, Clarín du 30 septembre 1954
- Les problèmes sociaux, conséquence de l’industrie argentine (Los problemas sociales en los que desemboca la industria argentina), P.U.F, Collection Major, 128 pages, écrit en 1956 et paru en 1979
- Las desigualdades sociales, Clarín du 11 mai 1957
- L’industrie et la nation (La industria y la nación), Éditions du Seuil, 255 pages, écrit en 1958 et paru en 1978
- Population et richesse (La población y la riqueza), PUF, 456 pages, écrit en 1961 et paru en 1976
- Économie informelle et travail légal (Economía subterránea y trabajo legal), Clarin du 12 septembre 1961
- La misère en Amérique Latine (Miseria en Latino América), PUF, Collection Thémis -Sciences sociales, 346 pages, 1965
- L’économie contre la société (Economía contra sociedad), P.U.F, Collection Major, 205 pages, 1967
- Existe-t-il une explication des normes sociales? (¿Hay una explicación de las normas sociales?), P.U.F, Collection Major, 356 pages, 1972
- Ce que j’aime dans l’automobile italienne (Lo que me gusta en los coches italianos), Ellipses, 380 pages, 1974
- L’effet Rarrye : de la richesse à la consommation (De la riqueza al consumo), PUF, 393 pages (Collection Thémis -Sciences sociales), 1978 (coécrit avec le célèbre Christian Double-Lopez)
- Le système de l’inégalité (El sistema de la desigualdad), PUF, 234 pages, 1986
- Une vie occidentale dans le Tiers-Monde (La vida occidental en el Tercer Mundo), Ellipses, 502 pages, 1989